# Szamocin (Grande-Pologne)
Pour les articles homonymes, voir Szamocin.
Szamocin (prononciation : [ʂaˈmɔt͡ɕin], en allemand : Samotschin, Fritzenstadt) est une ville de Pologne, située dans la voïvodie de Grande-Pologne. Elle est le chef-lieu de la gmina de Szamocin, dans le powiat de Chodzież.
Elle se situe à 15 kilomètres au nord-est de Chodzież (siège du powiat) et à 78 kilomètres au nord de Poznań (capitale régionale).
La ville possède une population de 4258 habitants en 2009 pour une superficie de 4,67 km2.

## Géographie

Plan de la ville.

Située dans la région des lacs de Chodzież, Szamocin est aux abords de forêts et de champs. Le Noteć passe à seulement quelques kilomètres de la ville, séparée de la rivière par des marécages.

## Histoire
De 1975 à 1998, Szamocin faisait partie du territoire de la voïvodie de Piła.

Depuis 1999, la ville fait partie du territoire de la voïvodie de Grande-Pologne.

## Monuments

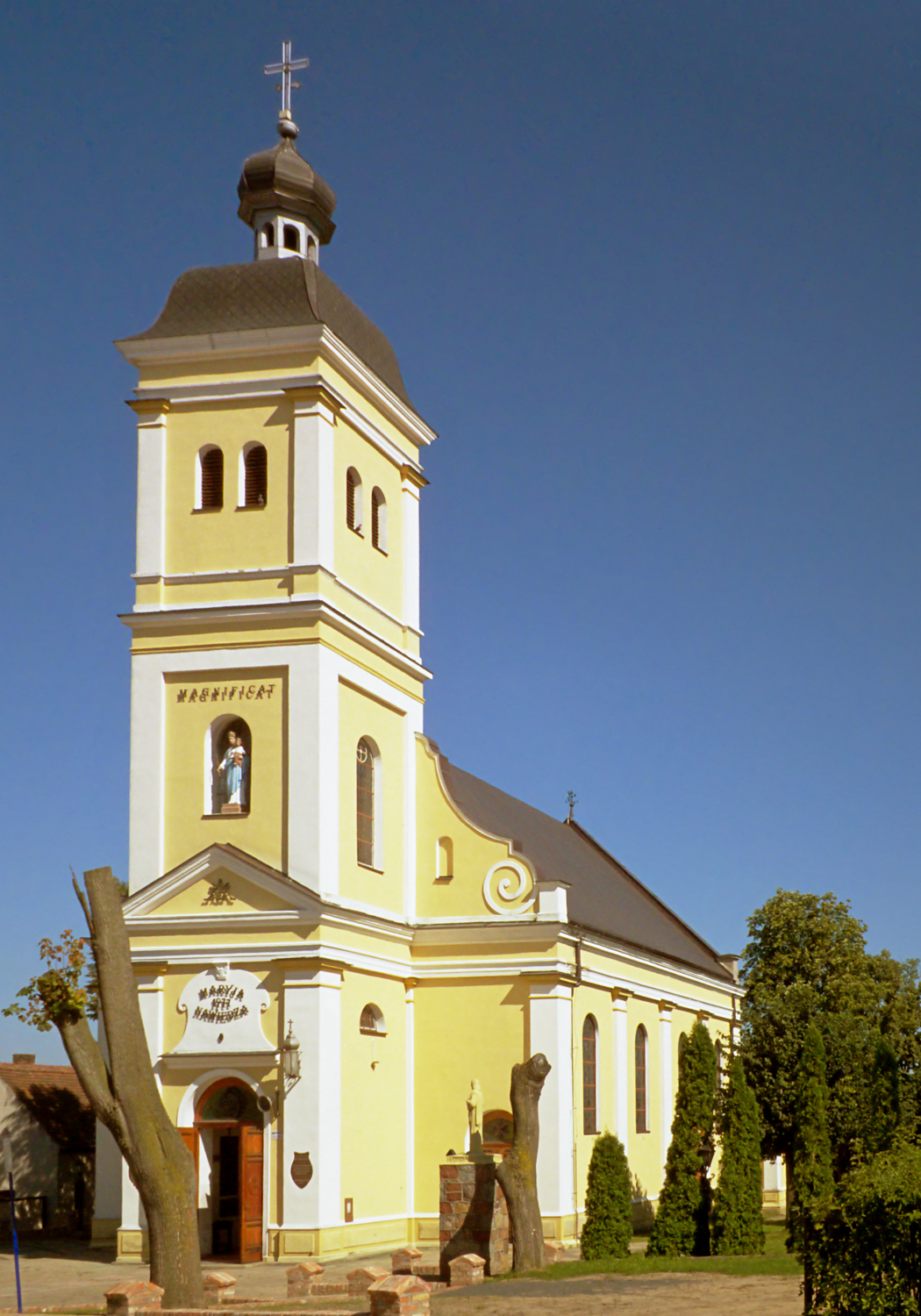
L'église paroissiale Sainte-Marie.

- l'église Saint-Pierre et Saint-Paul, construite pendant la première moitié du XIXe siècle ;
- l'église paroissiale Sainte-Marie, construite au début du XXe siècle.

## Personnalités liées à la ville
- Ernst Toller (1893-1939) écrivain et dramaturge allemand

## Voies de communication
La ville est traversée par les routes secondaires 190 (qui relie Krajenka à Gniezno) et 191 (qui relie Chodzież à Mieczkowo).